# Tarsiger indicus
El ruiseñor cejudo (Tarsiger indicus) es una especie de ave paseriforme de la familia Muscicapidae propia de las montañas del sur de Asia.

## Distribución y hábitat
Se encuentra en el Himalaya central y oriental y llegando por sus estribaciones orientales al interior meridional de China y Birmania, además de la isla de Taiwán. Su hábitat natural son los bosques de rododendros y coníferas.